# 그라나다도

그라나다도는 스페인 남부에 있는 자치주이다. 안달루시아 지방의 도로서 동쪽에 위치한다. 코르도바도, 무르시아도, 말라가도 등과 경계를 이루며 지중해를 마주보고 있기도 하다. 중심 도시는 그라나다이다.
총 면적은 12,635 km2이며 2006년 기준 총 인구는 876,184명으로 30% 정도가 수도에 살며 인구 밀도는 64.82/km2이다. 총 168개의 하위지방으로 나뉜다. 이베리아반도에서 가장 높은 산인 물아센 산이 이곳에 걸쳐 위치하며 3,481 m이다. 물아센산은 네바다 산맥과도 이어지므로 네바다 국립공원의 일부가 그라나다 주에 해당하기도 한다.
여러 관광지가 있지만 그중 대표적인 것은 알람브라 궁전이다. 무어인의 예술적 안목이 가미된 세계유산으로 그라나다가 끌어들이는 유럽 관광객은 상당히 많다. 또한 유럽에서 가장 남쪽에 위치한 스키 시설이 자리하고 있기도 하다.

## 같이 보기
- 그라나다 토후국